# 信都镇
信都镇，是中华人民共和国广西壮族自治区贺州市八步区下辖的一个乡镇级行政单位。

## 行政区划
信都镇下辖以下地区：
大新社区、东和社区、县前社区、信联村、新红村、狮峰村、北联村、北津村、马塘村、会灵村、北源村、平龙村、两合村、祉洞村、新兴村、福桥村、西田村和联盟村。

## 中国传统村落
2013年8月，祉洞古寨被评为第二批中国传统村落。